# Петораца Гримани
Петораца Гримани (итал. Pettorazza Grimani) је насеље у Италији у округу Ровиго, региону Венето.
Према процени из 2011. у насељу је живело 1231 становника. Насеље се налази на надморској висини од 4 м.

## Становништво
Према резултатима пописа становништва 2011. у општини је живело 1.669 становника.
| 1931. | 1936. | 1951. | 1961. | 1971. | 1981. | 1991. | 2001. | 2011. |
| ----- | ----- | ----- | ----- | ----- | ----- | ----- | ----- | ----- |
| 3.388 | 3.542 | 3.968 | 2.494 | 1.850 | 1.763 | 1.668 | 1.719 | 1.669 |